# ライトハウス・タワー
ライトハウス・タワー (Lighthouse Tower) は、 アラブ首長国連邦・ドバイのドバイ・インターナショナル・ファイナンシャル・センター (DIFC) 地区に計画されていた超高層ビル。緑の建築を取り入れ、南側に面した直径29mの風力タービンが3基設置され計225kWの発電能力を持つ。さらに4000枚の太陽電池パネルが設置される予定で、建物の消費電力の65%はこれらの発電で賄うとしていた。2009年に建設中止が決定した。